# Brora

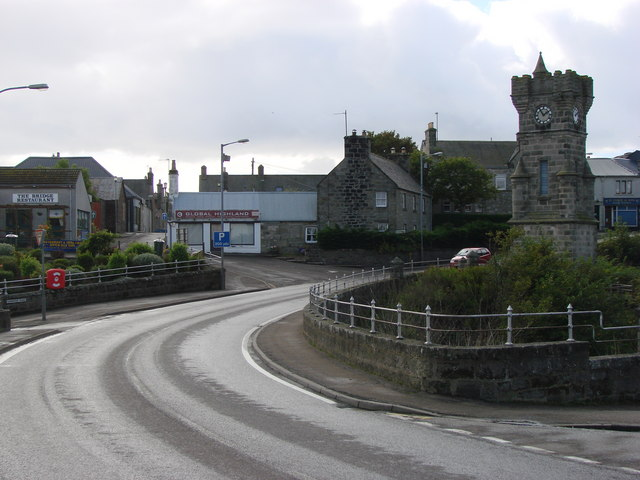
Brora.

Brora är en ort i kommunen Highland i norra Skottland. Den hade 1 290 invånare 2012, på en yta av 1,22 km². Orten hade ett destilleri mellan 1819 och 1983, med tillverkning av maltwhisky.